# واگن کومپین

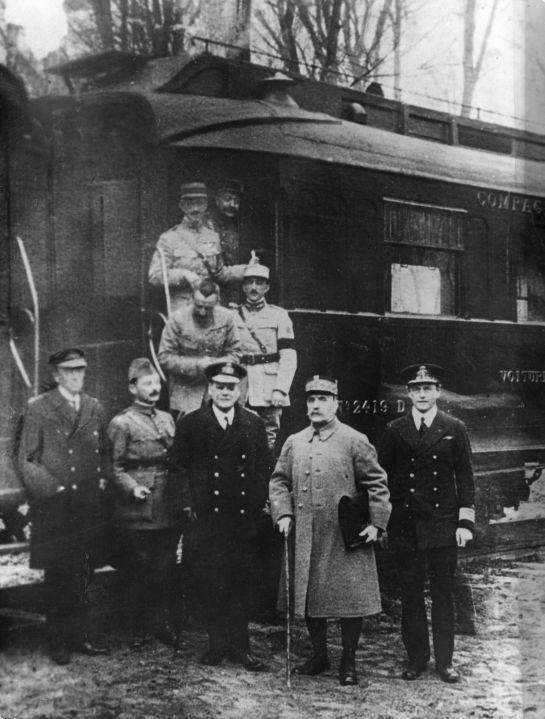
فردیناند فوش، نفر دوم از سمت راست، پس از موافقت با آتش بس که به جنگ جهانی اول پایان داد، در خارج از کالسکه در کومپین به تصویر کشیده شده است. این واگن بعداً توسط آلمان نازی به عنوان صحنه نمادین آتش بس پتن در ژوئن ۱۹۴۰ انتخاب شد.

واگن کومپین، واگن قطاری بود که در آن هر دو آتش بس ۱۱ نوامبر ۱۹۱۸ و آتش بس ۲۲ ژوئن ۱۹۴۰ امضا شد.
قبل از امضای قرارداد در سال ۱۹۱۸ در جنگل کامپیگن ، واگن شخصی فردیناند  فوش بود و بعداً در موزه های فرانسه به نمایش گذاشته شد. با این حال، پس از تهاجم موفقیت آمیز به فرانسه ، آدولف هیتلر واگن را به دلیل نقش نمادینش به محل دقیق امضای آتش بس منتقل کرد. این واگن بعداً در اواخر جنگ جهانی دوم نابود شد، به احتمال زیاد توسط اس اس.

## تاریخچه
واگن کومپین در می ۱۹۱۴ در سنت دنیس به عنوان ماشین ناهار خوری شماره 2419D ساخته شد. واگن چوبی با قاب فولادی یکی از ۲۲ ماشین رستوران تقریباً یکسان سری ۲۴۲۴-۲۴۰۳ بود. یک قاب فلزی با میله های اتصال برای استحکام بهتر با چوب ساج لاک زده اضافه شد: یک روش معمول در اوایل قرن بیستم.  در اکتبر ۱۹۱۸،  پس از دو سال نگهداری در کلیشی در قسمت شمالی پاریس، واگن توسط ارتش فرانسه فرماندهی شد و به دفتر و مقر متحرک فردیناند فوش ، فرمانده عالی متفقین ، که شروع به استفاده از آن کرد، تبدیل شد. از ۲۸ اکتبر ۱۹۱۸.   جنگ سالار مشهور فرانسوی در ۷ اوت ۱۹۱۸،  دو ماه قبل از اینکه قطار خودش را بگیرد، به مارشال ارتقا یافت.

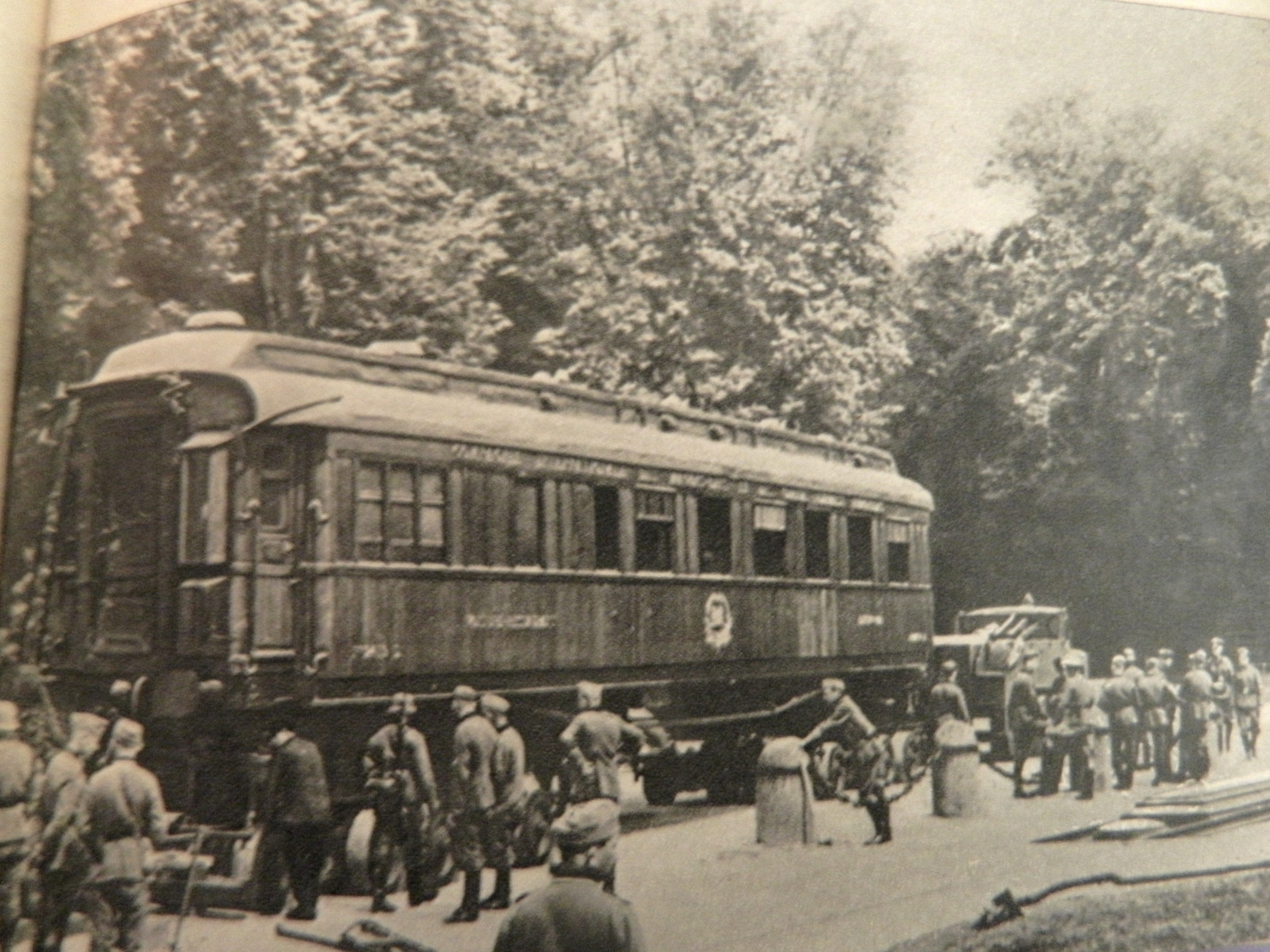
واگن کومپین در سال ۱۹۴۰.

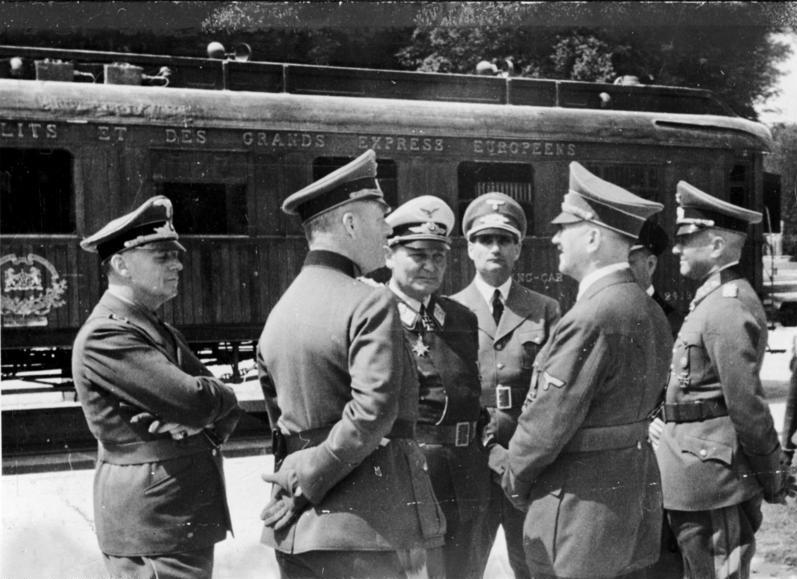
از چپ به راست: یواخیم فون ریبنتروپ ، ویلهلم کایتل ، هرمان گورینگ ، رودلف هس ، آدولف هیتلر ، اریش ردر تا حدی مبهم و والتر فون براوچچ در مقابل واگن آتش بس

در ۸ نوامبر ۱۹۱۸، فوش و نمایندگانی از نیروهای متفقین با نمایندگانی از امپراتوری آلمان ملاقات کردند تا در مورد شرایط آتش بس در واگن کومپین که آن زمان نامیده می شد، بحث کنند. این قرارداد در ۱۱ نوامبر در واگن امضا شد و آخرین آتش بسی بود که به جنگ در جنگ جهانی اول پایان داد. دیگر قدرت های مرکزی قبلاً با نیروهای متفقین برای پایان دادن به خصومت ها به توافقاتی دست یافته بودند.
در ۱ اکتبر ۱۹۱۹، به موزه ارتش (پاریس) اهدا شد. این واگن از ۲۷ آوریل ۱۹۲۱ تا ۸ آوریل ۱۹۲۷ در موزه به نمایش گذاشته شد 
به درخواست شهردار کومپین و با حمایت آرتور هنری فلمینگ آمریکایی، واگن در کارگاه های سنت دنیس بازسازی شد که نیم سال طول کشید و در اواخر اکتبر ۱۹۲۷ به کومپین بازگشت. این بنا در یک ساختمان موزه ویژه ایجاد شده به عنوان بخشی از بنای تاریخی قرار گرفت. افتتاح رسمی پناهگاه واگن در ۱۱ نوامبر ۱۹۲۷ به مناسبت نهمین سالگرد قرارداد آتش بس و پنجمین سال یادبودی برگزار شد. 
در طول جنگ جهانی دوم، هیتلر دستور داد که واگن را از پناهگاه بیرون بکشند و دقیقاً به همان مکان برای امضای دومین "آتش بس در کومپین" در ۲۲ ژوئن ۱۹۴۰ منتقل کنند. این بار با پیروزی آلمان. واگن از ساختمان حفاظتی خود خارج شد و به محل امضایی که چندین متر دورتر بود و به عنوان بخشی از بنای تاریخی مشخص شده بود، بازگشت. پس از آن، واگن به برلین برده شد و از ۵ ژوئیه، ابتدا در کنار دروازه های براندنبورگ، سپس در "جزیره موزه" به نمایش گذاشته شد.
در سال ۱۹۴۴ این واگن به تورینگن در مرکز آلمان فرستاده شد. سپس به روهلا و بعداً گوتا کراوینکل ، در نزدیکی یک سیستم تونلی بزرگ نقل مکان کرد. آنجا در مارس ۱۹۴۵ توسط اس اس با آتش و/یا دینامیت در مقابل ارتش ایالات متحده در حال پیشروی نابود شد. با این حال، برخی از کهنه سربازان اس اس و شاهدان عینی غیرنظامی ادعا می کنند که واگن در آوریل ۱۹۴۴ در حالی که هنوز در تورینگن بود، توسط حمله هوایی در نزدیکی اوردروف نابود شده است، به طور کلی اعتقاد بر این است که واگن در سال ۱۹۴۵ توسط اس اس منهدم شد.  امروزه افرادی که به کمون کراوینکل می آیند این فرصت را دارند که دقیقاً از این مکان دیدن کنند، جایی که در سال ۱۹۴۵ واگن معروف با یک تابلوی یادبود کوچک سوخت. 

## نمونه برداری
واگن تاریخی امروزی کپی دقیقی از واگن اصلی است. در سال ۱۹۵۰، سازنده فرانسوی شرکتی که قطار سریع السیر شرق را اداره می‌کرد، واگنی از همان سری را به موزه اهدا کرد - 2439D مشابه دوقلو ویران‌شده‌اش است، از روکش‌های چوبی صیقلی گرفته تا صندلی‌های میخ‌دار و چرمی. 2439 D یکی از آن ۳۷ واگنی بود که توسط دو سری در سال های ۱۹۱۴-۱۹۱۳ ساخته شد. این خودرو همچنین در طول امضای قرارداد در سال ۱۹۱۸ بخشی از قطار خصوصی فوش بود. مراسم افتتاحیه در ۱۱ نوامبر ۱۹۵۰ برگزار شد و شماره خودرو به شماره 2419D تغییر یافت. در کنار نمایشگر بقایای ماشین اصلی پارک شده است: چند تکه تزئینات برنزی و دو رمپ دسترسی. 